# Mielnik (Basses-Carpates)
Pour les articles homonymes, voir Mielnik.
Mielnik est une localité polonaise de la gmina de Wielkie Oczy, située dans le powiat de Lubaczów en voïvodie des Basses-Carpates.